# موروس، زاراگوزا
موروس، زاراگوزا (به اسپانیایی: Moros) یک دهستان در اسپانیا است که در آراگون واقع شده‌است. موروس ۵۳٫۵ کیلومتر مربع مساحت و ۴۰۶ نفر جمعیت دارد و ۷۹۱ متر بالاتر از سطح دریا واقع شده‌است.